# Automatic Data Processing
Pour les articles homonymes, voir ADP.
ADP Inc. est un fournisseur américain de solutions d’externalisation professionnelles.

## Historique
C’est en 1949 qu’Henry Taub fonde, avec son frère Joe, Automatic Payrolls Inc. (API), société proposant le traitement manuel du système de paie. Frank Lautenberg rejoint les deux frères en 1954. En 1959, la société change de nom et devient Automatic Data Processing, Inc. (ADP). Elle commence alors à utiliser les machines à cartes perforées, les machines de marquage de chèques et un système informatique. ADP entre en Bourse en 1961, époque à laquelle elle compte 300 clients et 125 employés pour un chiffre d’affaires qui s’élève à environ 400 000 $. L’entreprise ouvre une filiale au Royaume-Uni en 1965 et acquiert Time Sharing Limited (TSL), société pionnière de services informatiques en ligne, en 1974. Monsieur Lautenberg garde ses fonctions de président-directeur général jusqu’à son élection au poste de sénateur de l’État du New Jersey aux États-Unis en 1982.
Dès 1985, le chiffre d’affaires annuel d’ADP dépasse la barre du milliard de dollars et la société traite les bulletins de paie d’environ 20 % de la masse salariale américaine. Dans les années 1990, ADP commence à jouer le rôle d’organisation professionnelle d’employeurs (PEO). C’est à cette époque que l’entreprise acquiert la société allemande Autonom, ainsi que GSI, fournisseur de services de paie et de ressources humaines basé à Paris. En 2006, ADP rachète Kerridge Computer Co. Ltd., fournisseur de système de gestion pour les concessionnaires (DMS) auprès des concessionnaires automobiles au Royaume-Uni.
En septembre 1998, ADP acquiert Chessington Computer Center, société basée au Royaume-Uni qui fournissait des services administratifs au gouvernement britannique.
En 2007, ADP Brokerage Service Group devient une entité distincte et prend le nom de Broadridge Financial Solutions, Inc. (BR à la Bourse de New York). Cette opération signifie une perte de deux milliards de dollars de chiffre d’affaires annuel pour ADP. La société distribue une action Broadridge pour quatre actions d’ADP détenues par les actionnaires enregistrés à la clôture des marchés le 23 mars 2007.
La société proposait également des services informatiques aux concessionnaires automobiles et poids lourds, mais décide de céder ces activités en 2014. ADP faisait auparavant partie des quatre sociétés américaines à bénéficier de la note AAA attribuée par Standard & Poor’s (S&P) et Moody’s,, mais les deux agences de notation abaissent la note d’ADP d’un cran en avril 2014, la faisant passer à AA à la suite de la cession de l’unité des services aux concessionnaires.

## Actionnaires
Liste des principaux actionnaires au 28 octobre 2019.
| The Vanguard Group            | 8,66% |
| Capital Research & Management | 6,29% |
| SSgA Funds Management         | 4,40% |
| BlackRock Fund Advisors       | 2,67% |
| Geode Capital Managemen       | 1,65% |
| Putnan                        | 1,61% |
| AllianceBernstein             | 1,59% |
| Northern Trust Investments    | 1,53% |
| FleetBoston Financial         | 1,43% |

## Activités
Les principaux domaines d'activité d'ADP sont relatifs à la gestion du capital humain (HCM):
- Paie : gestion de la paie, de l'administration du personnel, des déclarations sociales, de l'épargne salariale, des engagements.
- Temps et Activités : planning absences/présences, déclarations et contrôle de la présence avec des badgeuses, auto-déclaratif du collaborateur.
- Ressources Humaines : Gestion des talents (performance et évaluation, formation, développement des compétences), Pilotage social (tableaux de bord RH, pilotage de la masse salariale, décisionnel RH), Communication RH (bilan social individuel, enquête collaborateurs, solutions mobiles).

Mais aussi des solutions numériques avec : ADP Digiposte et Bureau Virtuel RH.

## ADP France
En 1995, pour développer sa position en Europe, ADP rachète la SSII française GSI (Générale de Service Informatique) et ses activités paie et RH en créant une filiale du nom d’ADP-GSI. Afin d’élargir son offre à destination des PME et des experts-comptables, ADP-GSI rachète en 2006 la société Micromégas et crée ADP Micromégas. En 2007, ADP-GSI devient ADP. Avec cette évolution, la France adopte la marque ADP déjà utilisée dans les autres pays où le groupe est implanté.
ADP compte 1 million de clients dans le monde, au sein de 140 pays. L'entreprise édite 3 millions de bulletins de paie chaque mois en France. Le chiffre d’affaires pour la France en 2022 est de 333,5 millions d’euros.
Parmi les 60 000 collaborateurs d’ADP dans le monde, 2 100 sont en France, répartis entre 9 sites en France, dont le siège national situé à Nanterre.